# Juan Branco
Juan Branco   (Estepona, 26 d'agost de 1989) és un advocat i activista polític francoespanyol. Diplomat de l'Institut d'Estudis Polítics de París es feu conèixer a partir del 2009 arran de la seva oposició a la llei Hadopi, abans d'esdevenir conseller jurídic de Wikileaks i de Julian Assange a França.
Després d'actuar com a advocat del polític francès d'esquerra Jean-Luc Mélenchon es va presentar a les eleccions legislatives del 2017 amb el recolzament de La França Insubmisa a la dotzena circumscripció de Sena Saint-Denis.
A més de donar el seu suport al moviment social de les Armilles Grogues, va defensar alguns personatges emblemàtics del moviment, entre els quals Maxime Nicolle. El 2019, va publicar Crépuscule, un llibre molt crític amb les condicions de l'ascens al poder d'Emmanuel Macron que va tenir un gran èxit de venda.
L'agost de 2021, va emprendre mesures legals en defensa dels interessos d’uns socis del Barça d’una penya francesa al tribunal administratiu de París i a la Comissió Europea per la vulneració del joc net financer. Aquestes accions es van produir arran del fitxatge de Leo Messi per al PSG, que ultrapassa la massa salarial del club de futbol francès.